# Bayerisches Warmblut
Das Bayerische Warmblut ist eine alte deutsche Pferderasse, deren Züchtung im Laufe der Zeit – ähnlich der des Württemberger Warmbluts – einer wechselhaften Geschichte unterlag.
Hintergrundinformationen zur Pferdebewertung und -zucht finden sich unter: Exterieur, Interieur und Pferdezucht.

## Exterieur
Das Bayerische Warmblut ist ein mittelgroßes Pferd, das im Exterieur dem Hannoveraner ähnelt.
Der Kopf ist mittelgroß, der lange Hals entspringt einer schrägen Schulter, die mit dem gut ausgeprägten Widerrist die Reitpferdepoints unterstreicht. Der Rumpf soll eine gute Tiefe und Breite aufweisen und der Rücken soll stabil sein und in eine kräftige Lendenpartie aufgehen. Das Zuchtprogramm legt Wert auf ein korrektes Fundament.
Die Mechanik ist in allen Grundgangarten gut, das Springvermögen durchschnittlich bis gut.

## Zuchtgeschichte
Wahrscheinlich entwickelte sich die Rasse aus unter anderem vom Noriker beeinflussten schweren Wirtschaftspferden. Daneben versuchte man durch kostenloses zur Verfügung stellen von Warmbluthengsten als Beschäler (v. a. Oldenburger) auf dem Land, ein leichteres Arbeitspferd zu etablieren, mit dem Ziel, in bäuerlichen Ställen taugliche Remonten (wendig, kräftig, in gedeckten Farben) für das Militär heranziehen zu lassen. Dieses leistungswillige, kräftige aber nicht schwere Warmblutpferd fand aber nur im Rottal bis zum Zweiten Weltkrieg auch als Wirtschaftspferd Anklang und wurde daher als Rottaler Pferd bekannt. Andere Quellen besagen, dass das Bayerische Warmblut aus dem Rottaler Fuchs hervorging.
Nach dem Zweiten Weltkrieg und der Wandlung des Zuchtziels hin zur Ausrichtung auf Sportpferde ging der alte Typ des Warmblutes verloren. Mit Beginn der 1960er Jahre wurden in großem Umfang Pferde anderer deutscher Zuchtgebiete, vor allem Hannoveraner und Westfalen, sowie Pferde aus Frankreich und den Niederlanden eingekreuzt, um das Springvermögen nachhaltig zu verbessern. Daneben wurden zur Veredlung auch Trakehner und Vollblüter eingesetzt. Dabei wurde das ehemals vor allem in der Landwirtschaft eingesetzte, im Typ eines schweren Warmbluts stehende homogene Rottaler Warmblut nicht langsam veredelt, sondern praktisch radikal durch ein zunächst sehr heterogenes modernes Sportpferd ersetzt. Leider gingen mit den gesamten genetischen Ressourcen auch die mühsam in Stutenlinien herausgezüchteten wertvollen Eigenschaften wie Robustheit, Langlebigkeit und Leistungswille verloren und mussten neu aufgebaut werden.